# جکلین وایت
جکلین وایت (انگلیسی: Jacqueline White؛ زادهٔ ۲۶ نوامبر ۱۹۲۲) بازیگر اهل ایالات متحده آمریکا است.
از فیلم‌های او می‌توان به رازی در مکزیک و سربازان نیروی هوایی اشاره کرد.